# Bund (arbejderorganisation)
 For alternative betydninger, se Bund. (Se også artikler, som begynder med Bund)
Algemeyner Yidisher Arbeterbund in Lite, Poyln un Rusland (Almene jødiske Arbejderforbund i Litauen, Polen og Rusland, hebraisk: אַלגמײַנער ײדישער אַרבײטערסבונד אין ליטע,פוילן און רוסלאַנד , russisk: Всеобщий еврейский рабочий союз в Литве, Польше и России, tysk: Allgemeiner jüdischer Arbeiterbund von Litauen, Polen und Russland, bedre kendt som Bund) var en jødisk, socialistisk arbejderorganisation, som blev oprettet i Vilnius i 1897; den oftest brugte forkortelse betyder på tysk og jiddisch "forbund". Organisationen arbejdede for at organisere jødiske arbejdere til kamp for faglige, politiske og kulturelle rettigheder. Til de sidstnævnte hørte kravet om anerkendelse af det jødiske sprog jiddisch som skrift- og litteratursprog. Bund tog afstand fra zionismen og gik ind for jødisk frihed og lighed i de områder, hvor jøderne boede.
Bund var en del af det russiske socialdemokratiske arbejderparti, RSDRP, hvor de støttede den mensjevikiske fløj, men opretholdt en stor grad af organisationsmæssig selvstændighed. Efter, at det Russiske Kejserrige faldt sammen ved slutningen af 1. verdenskrig, virkede Bund som en selvstændig socialistisk organisation for jøderne, især i de baltiske lande og Polen.

## Historie
Bund blev oprettet i Vilnius i 1897. Forbundets mål var at samle alle jødiske arbejdere i det Russiske Kejserrige. Da Bund blev oprettet, var Litauen, Hviderusland, Ukraine og det østlige Polen en del af Rusland, og flertallet af Europas jødiske befolkning boede i disse lande.
Bund ønskede at revolutionere Rusland og indføre demokrati og socialisme. I et således forandret Rusland håbede forbundet at jøderne ville blive anerkendt og, i lighed med andre befolkningsgrupper, opnå minoritetsstatus.
Blandt forbundets medlemmer fandtes både arbejdere, repræsentanter for intelligentsiaen og kunstnere. Bund drev partiarbejde så vidt, det var muligt i Rusland, og havde selvforsvarsgrupper. Disse kampgrupper hjalp til med at forsvare jøder, når de blev udsat for pogromer. Medlemmer af Bund var blandt andet aktive under revolutionen 1905. Bund støttede mensjevikkerne, som ønskede en parlamentarisk styreform i modsætning til Lenins bolsjevikker. Bund var ikke tilhængere af bolsjevikkernes oktoberrevolution 1917, men mange deltog i kampen på de rødes side under den russiske borgerkrig, der fulgte.
I 1921 opløstes Bund i Sovjetunionen, og de fleste tidligere bundmedlemmer søgte medlemskab i kommunistpartiet og gjorde karriere i det sovjetiske statsapparat, hvilket bidrog til, at dette fik en ret stor andel af jøder. Andre blev sendt til gulaglejrene.
Bund fortsatte imidlertid at eksistere i Polen frem til 1948 og var aktivt under 2. verdenskrig. Polske Bund-medlemmer deltog blandt andet i ghettooprøret i Warszawa i 1943 og i Warszawaopstanden i 1944.
Takket være de østeuropæiske jøders omfattende emigration i begyndelsen af 1900-tallet blev nye forbund oprettet i USA, Canada, Australien og Israel.

## Bund i Danmark
Bund i København blev grundlagt i 1905 og fik stor betydning for de østeuropæiske jødiske indvandrere. Det skyldtes blandt andet, at Bund spillede en afgørende kulturpolitisk rolle. Bund i København var med til at oprette Det Jiddishe Bibliotek, som blev placeret i det senere Bundisher arbeter leze-sal far ale in Kopenhagen, eller blot Bunds Læsesal. Bund i Rusland udgav flere blade, som givet også er blevet læst i København. Både Yugend-shtime og dens efterfølger Di kopenhagener yugend-shtime fra 1913 (som kaldte sig progressiv-frisindet) var udtryk for bundismen. Bund i København udgav selv 1915-1916 fem numre af Der arbeyter (Arbejderen).
Mange af de indvandrede jøder fandt arbejde inden for tekstilindustrien, og der blev arbejdet hårdt og til lave lønninger. Mange var socialister og medlemmer af Bund. Selvom det overvejende flertal i Bund i Danmark var mænd, var deres leder, formentlig fra 1910, en kvinde. Anna Mironovna Leepa (sv) født Lifshits (1881-1926) kom til Danmark til den 8. internationale socialistkongres i København i 1910. Hun var under revolutionen i Rusland i 1905 blevet landskendt som den taler, der blandt andet fik matroserne på panserkrydseren Potëmkin til at gøre mytteri. Hun blev i Danmark indtil 1920 og medvirkede til dannelsen af Der yidisher shnayderklub, Den jødiske Skrædderklub, i København i 1912.
Mens Bund i Rusland nærmede sig mensjevikkerne, nærmede Bund i København sig bolsjevikkerne i sidste halvdel af 1910'erne.